# Richard F. Gordon
Richard Francis "Dick" Gordon, Jr., född 5 oktober 1929 i Seattle, Washington, död 6 november 2017 i San Marcos, Kalifornien, var en amerikansk astronaut uttagen i astronautgrupp 3 den 17 oktober 1963.

## Karriär
Segrade i den transkontinentala flygtävlingen Bendixtrofén 1961.

## Rymdfärder
- Gemini 11
- Apollo 12